# Franco Cristofori
Franco Cristofori, all'anagrafe Francesco, (Bologna, 30 settembre 1920 – Bologna, 17 novembre 2003) è stato un giornalista e scrittore italiano.

## Biografia
Giornalista per trent’anni al il Resto del Carlino, prima come capocronista e poi come inviato e collaboratore della terza pagina.
Ha pubblicato diversi libri di carattere letterario, tra cui: Quell’indiano di tuo padre (Dattero d’argento al Salone dell’umorismo di Bordighera) e Nato due volte. (finalista al Premio Flajano). Altri suo titoli sono: Lo sboom. Storie di benesseriani nell’Italia del malessere (1977),  Bologna magra (1963), Il pugnale di alluminio (1971), Cocco di mamma (1999).
Studioso di storia locale bolognese ha pubblicato i libri: Una città italiana (1965),  Fagiolino di carta, antologia di dialoghi del Marchese Cagnara  (1966), Bologna come rideva. I giornali umoristici dal 1859 al 1924 (1973),  L’industria a Bologna (1976),  Bacco, tabacco e Venere. Usi, costumi, vita, tradizioni, scherzi e mattane della goliardia italiana (1976),  Bologna. Immagini e vita tra Ottocento e Novecento (1978), Bologna. Gente e vita tra il 1914 e il 1945 (1980),  Alfredo Testoni. La vita, le opere, la città (1981), Bologna anni ’30 (1984), Vecchia e cara bologna : detti e motti del dialetto bolognese con le più belle cartoline d'epoca (1998).
Appassionato di letteratura popolare, è suo il libro Eroi del racconto popolare: prima del fumetto (1986, 1987), scritto proseguendo lo studio di Alberto Menarini sulla letteratura "d'epoca" o "da edicola". L'opera in due volumi dedicata al romanzo popolare italiano e internazionale fu accolta con grande interesse. Oreste Del Buono la recensì con un lungo articolo nelle pagine culturali de La Repubblica. È un approfondito studio su un genere tradizionalmente ritenuto minore, ma ampiamente rivalutato anche grazie a studiosi come Umberto Eco.
È stato direttore del settimanale umoristico Scaccomatto uscito nel 1945 e  finanziato dall'imprenditore Raimondo Venturi. Tra i collaboratori del periodico vi sono: Carlo Viola, il pittore Giovanni Korompay, Vincenzo Poli, mentre Giovanni Mosca, già protagonista al Bertoldo, tiene la rubrica "Lo scaltro amatore". Il giornale, che è sottoposto al benestare dell'Allied Press Bureau, chiuderà di lì a poco, per aver pubblicato una vignetta in cui sono messi in caricatura alcuni noti politici italiani.
È stato tra i direttori della popolare trasmissione radiofonica di varietà petroniano Ehi ch'al scusa  che cambia nome, nel 1953,  e diventa El Pavajan (Il Pavaglione). La trasmissione apre con umorismo una finestra sulla Bologna della Belle Epoque, la "Bulgnaza" di Alfredo Testoni. La direzione è, inizialmente, di Adriano Magli.Successivamente, sarà di Sandro Bolchi e Franco Cristofori. Col tempo, El Pavajan raccoglie i migliori interpreti del teatro dialettale, da Fannj Bertelli a Clara Colombini, da Bruno Lanzarini ad Arrigo Lucchini. Tra gli accompagnatori musicali ci sono l'Orchestra 06 e il trio di Leonildo Marcheselli. I testi sono di Cristofori e di Cesare Pezzoli, autore del celebre poemetto pornografico La Flevia (che sarà, in seguito, rispolverato da Francesco Guccini).
Appassionato di burattini, ha creato una raccolta importante di oggetti, canovacci, scenari, documenti e testimonianze, donati al Museo dei burattini “Giordano Ferrari” di Parma.
Il suo materiale fotografico, frutto di una paziente ricerca iniziata nell’immediato dopoguerra e dell’amicizia con i più importanti fotografi bolognesi, è, in parte,  raccolto nel fondo donato alla Cineteca di Bologna. Sono immagini, per lo più non pubbliche, di avvenimenti, personaggi e storie cittadine che sono poi diventate i veri personaggi nei numerosi volumi pubblicati in oltre cinquant’anni di attività come giornalista e scrittore.

## Opere[4]
- Bologna magra (Bologna, Alfa, 1963).
- Una città italiana (Bologna, Alfa, 1965).
- I giacobini a Bologna (Bologna, Alfa, 1966) con Andrea Emiliani.
- Fagiolino di carta. Antologia dei dialoghi del marchese Cagnara (Alberto Massone (Bologna, Tamari, 1967).
- Guida ai detti bolognesi ed emiliani (Milano, Sugar, 1970);
- Il pugnale di alluminio (Bologna Alfa 1971).
- Bologna come rideva. I giornali umoristici dal 1859 al 1924 (Bologna, Cappelli, 1973).
- L'industria a Bologna(Bologna, Associazione industriali della Provincia di Bologna,1976).
- Bacco, tabacco e Venere. Usi, costumi, vita, tradizioni, scherzi e mattane della goliardia italiana (Milano, SugarCo, 1976).
- Lo sboom. Storie di benesseriani nell'Italia del malessere (Milano, Rusconi,1977)
- Quell'indiano di tuo padre (Milano, Rusconi, 1978).
- Bologna. Immagini e vita tra Ottocento e Novecento (Bologna, Alfa, 1978).
- Bologna, gente e vita tra il 1914 e il 1945 (Bologna, Alfa, 1980).
- Pietro Poppi e la fotografia dell'Emilia.  (Bologna, Cassa di Risparmio, 1980, con Giancarlo Roversi).
- Arnaldo Romagnoli, il volto di Bologna.(Bologna, Cassa di Risparmio, 1982,  con Giancarlo Roversi).
- Alfredo Testoni, la vita, le opere, la città (Bologna, Alfa, 1981).
- Bologna anni '30 (Bologna, Forni, 1984, testi).
- Eroi del romanzo popolare prima del fumetto (Bologna, Edison, 1986, 1987).
- Vecchia e cara Bologna (Bologna, Pendragon, 1998).
- Cocco di mamma (Bologna, Pendragon, 1999).
- Felsina Bononia Bologna Documenti di storia, costumi e tradizioni di Andrea Emiliani  (1962, scritto).